# Lamine Diatta
Lamine Diatta (Dakar, 1975. július 2. – ) szenegáli válogatott labdarúgó.

## Pályafutása

### Klubcsapatban
Dakarban született, de egyéves korában Franciaországba költözött a családjával. 1998-ban a Toulouse színeiben mutatkozott be, ahol egy évet játszott, majd 1999-ben leigazolta az Olympique Marseille, ahol viszont egyetlen mérkőzésen sem lépett pályára. 1999 és 2004 között a Rennes csapatában töltötte pályafutása leghosszabb időszakát. 2004 és 2006 között az Olympique Lyon játékosa volt, melynek színeiben két alkalommal nyerte meg a francia bajnokságot. A 2006–07-es szezonban a Saint-Étienneben, a 2007–08-as idényben pedig a török Beşiktaşban játszott. 2008-ban Skóciába szerződött a Hamilton Academical együtteséhez, de nem egyxetlen mérkőzésen sem játszott. A 2009–10-es szezonban Katarban, az Al Ahliban szerepelt, majd azt követően Tunéziába szerződött az Étoile du Sahel csapatához. 2011-ben rövid idejű szerződést kötött az angol Doncaster Rovers gárdájával, ahol honfitársai, El Hadji Diouf és Habib Beye is játszott akkoriban.

### A válogatottban
2000 és 2008 között 99 alkalommal szerepelt az szenegáli válogatottban és 29 gólt szerzett. Részt vett a 2004-es, a 2006-os és a 2008-as afrikai nemzetek kupáján, mellette tagja volt a 2002-es afrikai nemzetek kupáján ezüstérmet szerzett válogatott keretének és részt vett a 2002-es világbajnokságon is.

## Sikerei, díjai
Olympique Lyon
- Francia bajnok (2): 2004–05, 2005–06
- Francia szuperkupagyőztes (1): 2005

Szenegál
- Afrikai nemzetek kupája döntős (1): 2002